# Preis Demokratie im Betrieb
Der Preis Demokratie im Betrieb wurde von Arbeit und Leben NRW 2009 erstmals ausgeschrieben und wird alle zwei Jahre verliehen. Die zentrale Idee des Preises ist es, Initiativen, Projekte, Personen oder Aktionen auszeichnen, die in Betrieben Beteiligung und Demokratie gefördert haben.

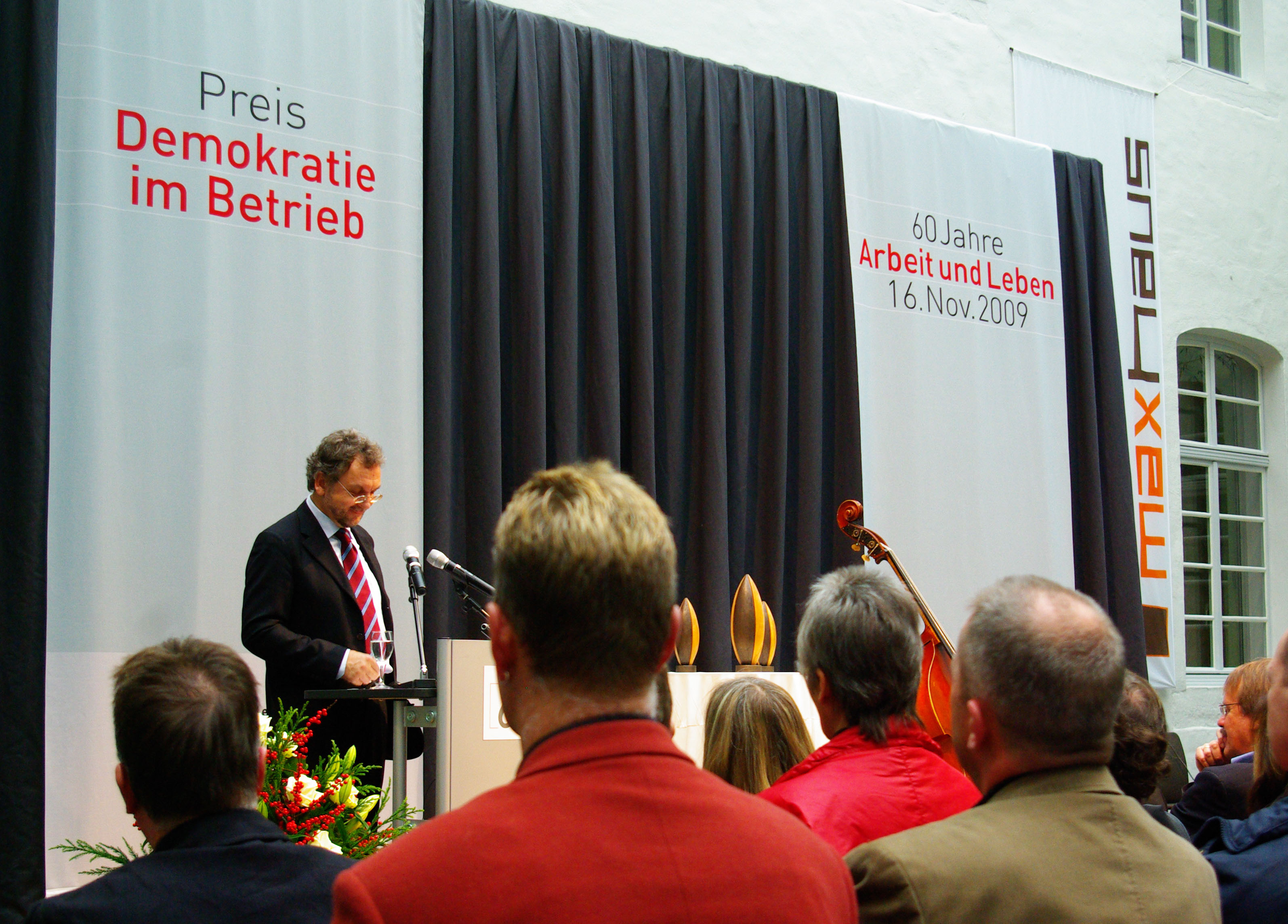
Heribert Prantl (SZ) während der Festrede bei der Preisverleihung 2009

## Ausschreibung
Ausgezeichnet werden können Einzelpersonen, Teams und Gruppen sowie Gremien (Betriebs- und Personalräte, Schwerbehinderten-, Jugend- und Ausbildungsvertretungen) für innovative Formen und Modelle von Beteiligung im Betrieb, Gleichstellungsprojekte, Neugründungen von Betriebs- oder Personalräten, Schwerbehindertenvertretungen oder Jugendvertretungen sowie Projekte, die die Rechte von Arbeitnehmern stärken.
Über die Preisvergabe entscheidet eine Jury. Die Jury hat sich darauf verständigt, bei der Auswahl u. a. folgende Kriterien zu berücksichtigen: Beteiligungsorientierung und Innovativer Charakter der Aktivität, Nachwuchsförderung, Geschlechtergerechtigkeit, Risiko- und Konfliktbereitschaft, Förderung von Partizipation im Betrieb.

## Schirmherr
Schirmherr ist der Minister für Arbeit, Integration und Soziales des Landes Nordrhein-Westfalen.
- 2009: Karl-Josef Laumann
- 2011/2013: Guntram Schneider
- 2015: Rainer Schmeltzer
- 2017/2019: Karl-Josef Laumann

## Preisträger
2017
Erster Preis Demokratie im Betrieb 2017
- Betriebsrat der SMS Group Hilchenbach mit einem Seminarkonzept zur gruppenbezogenen Menschenfeindlichkeit, welches fest in den Ausbildungsplan integriert wird.

Zweite Preise Demokratie im Betrieb 2017
- Memet Özcan, Betriebsratsvorsitzender der BAUHAUS Filiale in Witten, setzt sich für die Etablierung eines Betriebsrates in- und außerhalb des Unternehmens gegen massiven Widerstand ein.
- Nils Henningsen, Betriebsratsvorsitzender von Postcon in Mönchengladbach, setzte sich ebenfalls gegen Verzögerungstaktiken des vom Arbeitgeber engagierten Anwalts und für die Gründung eines Betriebsrates ein.

Dritter Preis Demokratie im Betrieb 2017
- Betriebsrat der Warsteiner Brauerei mit dem Projekt "Arbeit in NRW 2020", welches sich intensiv und systematisch mit den Auswirkungen der Digitalisierung auf die Arbeitsbedingungen im eigenen Betrieb auseinandersetzt.

### 2015
Erste Preise Demokratie im Betrieb 2015
- IG WerkFAIRträge: Die IG WerkFAIRträge setzt sich seit drei Jahren konsequent und mit viel Ausdauer für die Rechte von Werkvertragsarbeitnehmern ein.
- ver.di-Vertrauensleute der UPS Niederlassung Düsseldorf. Gemeinsam hatten sie eine Betriebsratswahl initiiert und diese gegen den Widerstand des Arbeitgebers durchgeführt.[2]

### 2013
Erster Preis Demokratie im Betrieb 2013
- Mitbestimmungsmodell „Demokratie im Alltag“ Hoppmann Autowelt. Die Hoppmann Autowelt verfügt über ein einzigartiges Mitbestimmungsmodell. Das Modell „Demokratie im Alltag“ lässt Demokratie am Arbeitsplatz lebendig werden. Der Unternehmer Klaus Hoppmann-König hat im Zuge eines langjährigen Reformprozesses eine Unternehmensverfassung und -praxis implementiert, die einzigartig ist.

Zweite Preise Demokratie im Betrieb 2013
- Isolierer-Oberstufe 2012 des Max-Born-Berufskolleg Recklinghausen für das Auschwitz-Projekt "Was hat das mit mir zu tun?"
- Betriebsrat Wohnwelt Pallen für die Neugründung des Betriebsrats gegen erhebliche Widerstände

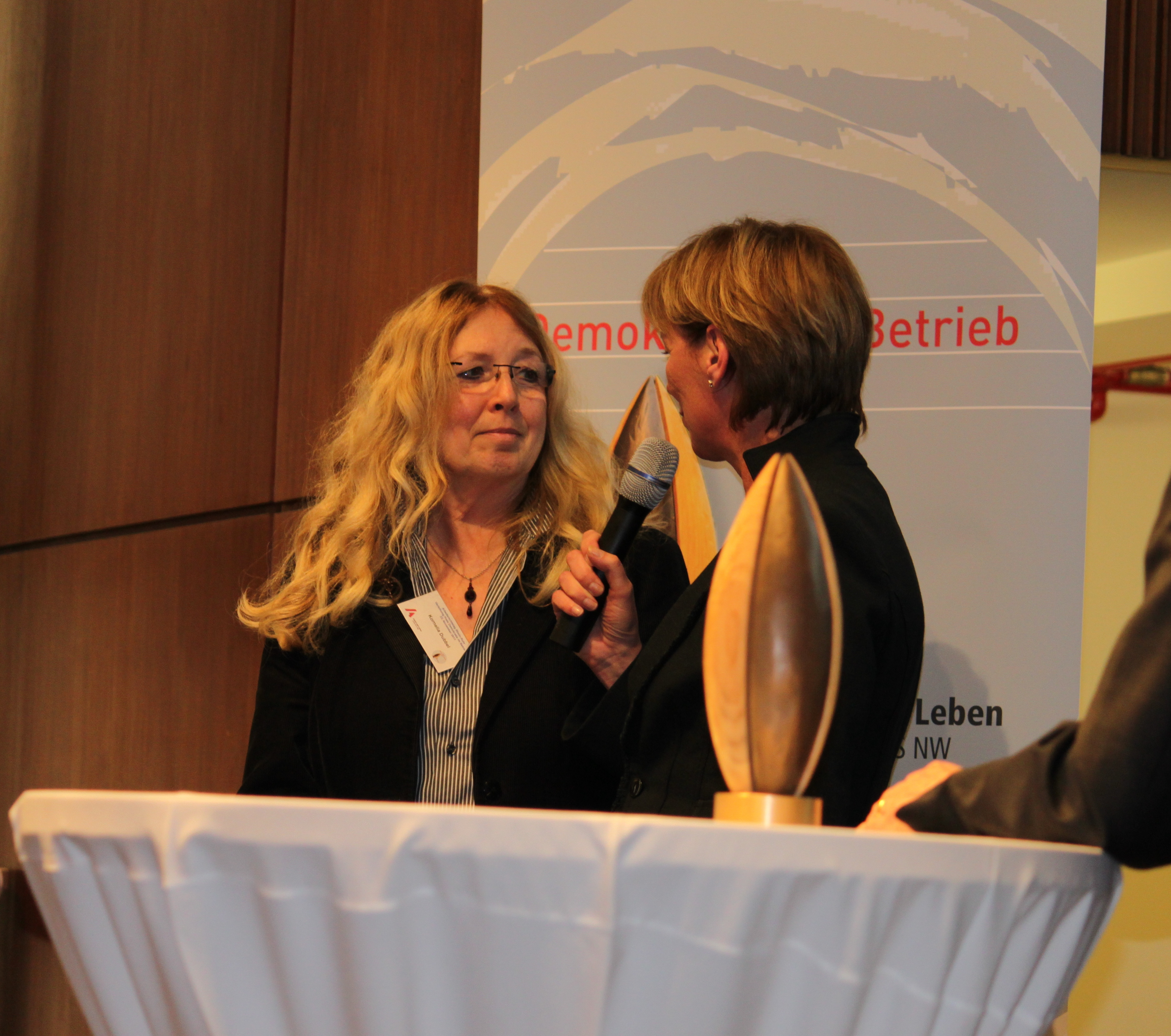
Preisträgerin Kornelia Dubbel mit der Moderatorin Judith Schulte-Loh

### 2011
Erster Preis Demokratie im Betrieb 2011
- Kornelia Dubbel – Als herausragende Persönlichkeit sowohl im Personal- als auch im Betriebsrat vertritt sie seit 35 Jahren äußerst erfolgreich die Interessen ihrer Kollegen. Besonders eindrucksvoll sind ihre Ansprachen auf den Hauptversammlungen der Deutschen Telekom AG, bei denen sie mit einer Vollmacht von tausenden Belegschaftsaktionären  auftritt und mit klaren, mutigen Worten die Situation und Position der Beschäftigten vorträgt.

Zweite Preise Demokratie im Betrieb 2011
- Jugend- und Auszubildendenvertretung der Stadt Bochum, der es durch die innovative Entwicklung eines neuen Ausbildungskonzeptes und außergewöhnliches Engagement gelungen ist, jungen Kollegen eine Zukunftsperspektive zu eröffnen.
- Betriebsrat Siemens Nokia Networks Region West, der beim erfolgreichen Zusammenschluss von zwei Betrieben und ihrer Betriebsratsgremien Demokratie im Betrieb auf beeindruckende Weise umgesetzt hat.

### 2009
Erster Preis Demokratie im Betrieb 2009
- Sascha Hartmann, Jugend- und Auszubildendenvertreter bei Atlas Copco Construction Tools in Essen. Er hat durch öffentliche Aktionen erreicht, dass trotz gegenteiliger Pläne der Unternehmensleitung ausgelernte Auszubildende übernommen wurden. Die Solidarität älterer Kollegen wurde organisiert und die Möglichkeiten der neuen Medien genutzt.

Zweite Preise Demokratie im Betrieb 2009
- Thomas Heinemann, Vorsitzender der Mitarbeitervertretung des Christlichen Jugenddorfwerks Dortmund. Ihm ist es gelungen, einen Demokratisierungsprozess in seinem Betrieb einzuleiten und Vereinbarungen mit der Geschäftsleitung auf Augenhöhe durchzusetzen.
- Der Betriebsrat der Unternehmensgruppe Hering Bau. Er steht für ›gelebte Demokratie‹ im Betrieb und gesellschaftliche Verantwortung über den Bereich des Unternehmens hinaus. Zahlreiche innovative Modelle und deren Umsetzung sind besonders überzeugende Beispiele für Demokratie im Betrieb.